# Macronema luteipenne
Macronema luteipenne är en nattsländeart som beskrevs av Oliver S. Flint Jr. och Bueno-soria 1979. Macronema luteipenne ingår i släktet Macronema och familjen ryssjenattsländor. Inga underarter finns listade i Catalogue of Life.

## Bildgalleri

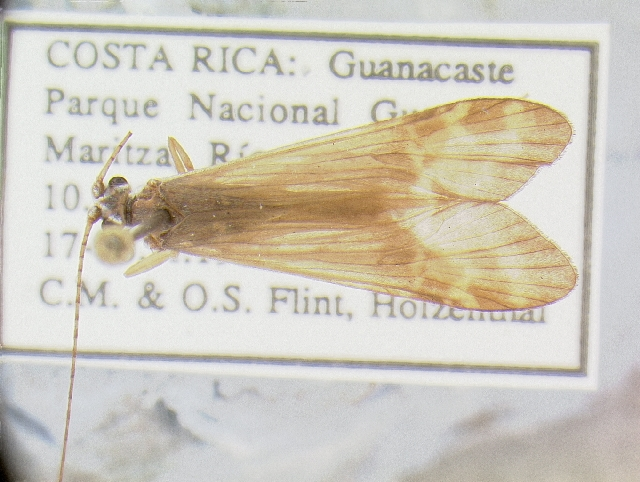